# Oonops stylifer
Oonops stylifer là một loài nhện trong họ Oonopidae.
Loài này thuộc chi Oonops. Oonops stylifer được Willis J. Gertsch miêu tả năm 1936.